# Kogiowate
Kogiowate (Kogiidae) – rodzina ssaków z parworząd zębowców (Odontoceti) w obrębie infrarzędu waleni (Cetacea), blisko spokrewniona z kaszalotowatymi. Obejmuje dwa gatunki współczesne umieszczane w pojedynczym rodzaju kogia i kilka rodzajów wymarłych, z których większość żyło w miocenie. Mają niewielki narząd spermacetowy i asymetryczną czaszkę, morfologią przypominają rekiny. Prowadzą skryty tryb życia w wodach oceanicznych, odżywiają się wsysanymi głowonogami, a w mniejszej części rybami i skorupiakami. Są jeszcze słabo poznane.

## Budowa

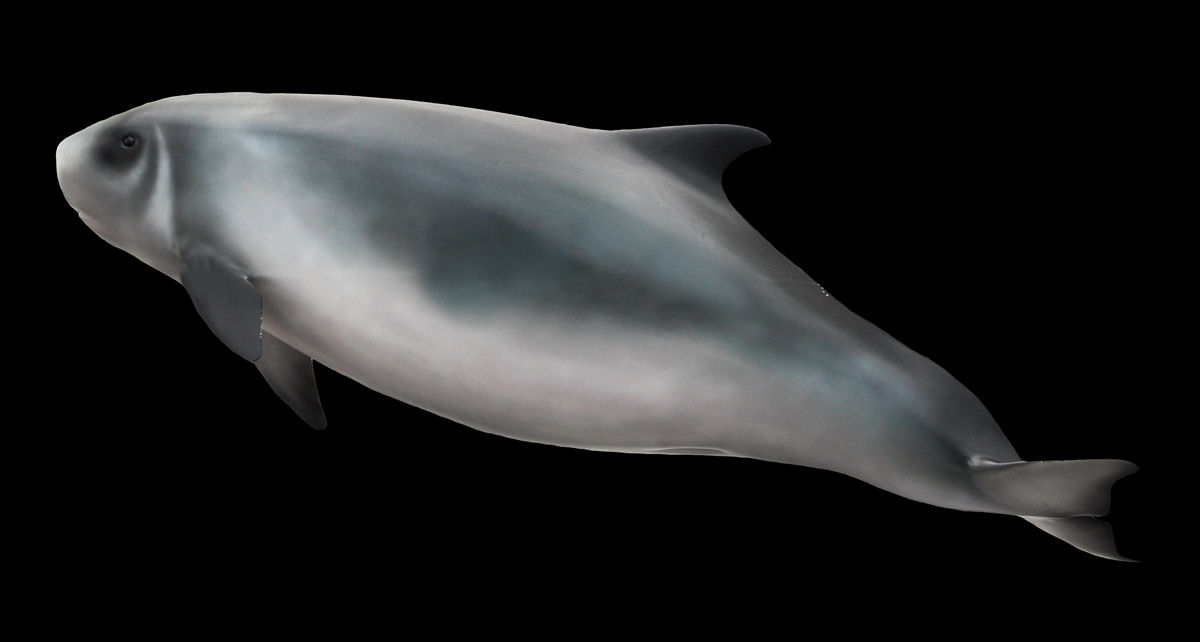
Kogie, jak ta kogia płaskonosa, wyglądem przypominają rekiny

Kogiowate zaliczają się do waleni, ale wyglądem ciała przypominają nieco rekiny. Może to być adaptacją, jako że taka mimikra pozwoliłaby im na unikanie drapieżników.
Współczesne gatunki kogiowatych różnią się wielkością. Kogia krótkogłowa jest większa. Osiąga od 270 do 420 cm długości przy masie ciała od 343 do 680 kg. Natomiast kogia płaskonosa mierzy między 200 a 270 cm długości, ważąc 136–280 kg. Informacje dotyczące dymorfizmu płciowego są niezgodne. Jedne doniesienia zaprzeczają różnicom w wielkości samców i samic u obu gatunków. Wedle innych samce kogii krótkogłowej są o 6% większe od samic (jak u kaszalotów), natomiast u kogii płaskogłowej ma być odwrotnie, jak u wielu innych waleni, zwłaszcza fiszbinowców.
Ubarwienie współczesnych kogiowatych jest podobne. Grzbiet jest ciemny, między szaroniebieskim a brązowoczarnym, niekiedy brązowopurpurowym, podczas gdy brzuszna strona ciała jaśniejsza, kremowa bądź barwy kości słoniowej. Barwy te płynnie przechodzą w siebie, jaśniejsze boki ciała barwy i szarość grzbietu. Niektóre źródła podają drobne odmienności pomiędzy gatunkami, jednak większość wiedzy na ten temat pochodzi z opisów martwych, wyrzuconych na brzeg zwierząt, a po zgonie zwłoki zmieniają barwę.
Głowa jest nieco kwadratowa, mieści w sobie melon i narząd spermacetowy wypełniony estrami i trójglicerydami. Struktury te biorą udział w echolokacji. Niegdyś spekulowano, że narząd spermacetowy może też wpływać na wyporność zwierzęcia, jednak w przypadku kogiowatych, u których jest on znacząco mniejszy niż wielki narząd spermacetowy kaszalota, jest on zbyt mały, by spełniał taką funkcję. Na grzbiecie pyska znajdują się nozdrza, przy czym wykazują one daleką asymetrię (czaszka kogiowatych jest najbardziej asymetryczną czaszką ssaków). Mianowicie w oddychaniu uczestniczy tylko jedno, lewe nozdrze, które przewodzi powietrze do płuc. Prawe, siedmiokrotnie mniejsze, nie uczestniczy w oddychaniu, pozwala jednak na wydawanie dźwięków, podobnie jak u kaszalota. Pod kwadratowym pyskiem znajduje się niewielki otwór gębowy. Niewielka, wąska żuchwa sprawia wrażenie podwieszonej pod znacznie większą szczęką. Zawiera ona ostre i proste zęby. Obecność zębów w szczęce zależy od gatunku. Kogia płaskonosa może ich mieć do trzech par, podczas gdy kogia krótkogłowa nie ma zębów w szczęce. Pomiędzy okiem a płetwą piersiową znajduje się na szyi jaśniejsze znaczenie przypominające skrzele, upodabniające kogię do rekina.
Tułów ma dość opływowy kształt. Występuje niewielka płetwa grzbietowa, większa u kogii płaskonosej niż u krótkogłowej. U tej pierwszej leży też bardziej z tyłu, za połową długości ciała. Dalsza część jelita wytwarza poszerzenie wypełnione płynem barwy czewonawobrązowej i pojemności do 12 l. Jego funkcja nie jest do końca wyjaśniona, aczkolwiek może on być uwalniany w sytuacjach zagrożenia. Chmura ciemnego płynu odwracałaby uwagę drapieżnika i myliła go. Wydalanie tegoż płynu obserwowano u kogii złapanej w pułapki na tuńczyki.

## Genetyka
Badania genetyczne wykazały dużą różnorodność haplotypów kogii krótkogłowych z półkuli południowej, z drugiej strony jednak znaczny przepływ genów pomiędzy różnymi populacjami, w najmniejszym stopniu dotyczący tej z Afryki Południowej. Kogia płaskonosa cechuje się znacznie mniejszą różnorodnością.

## Systematyka

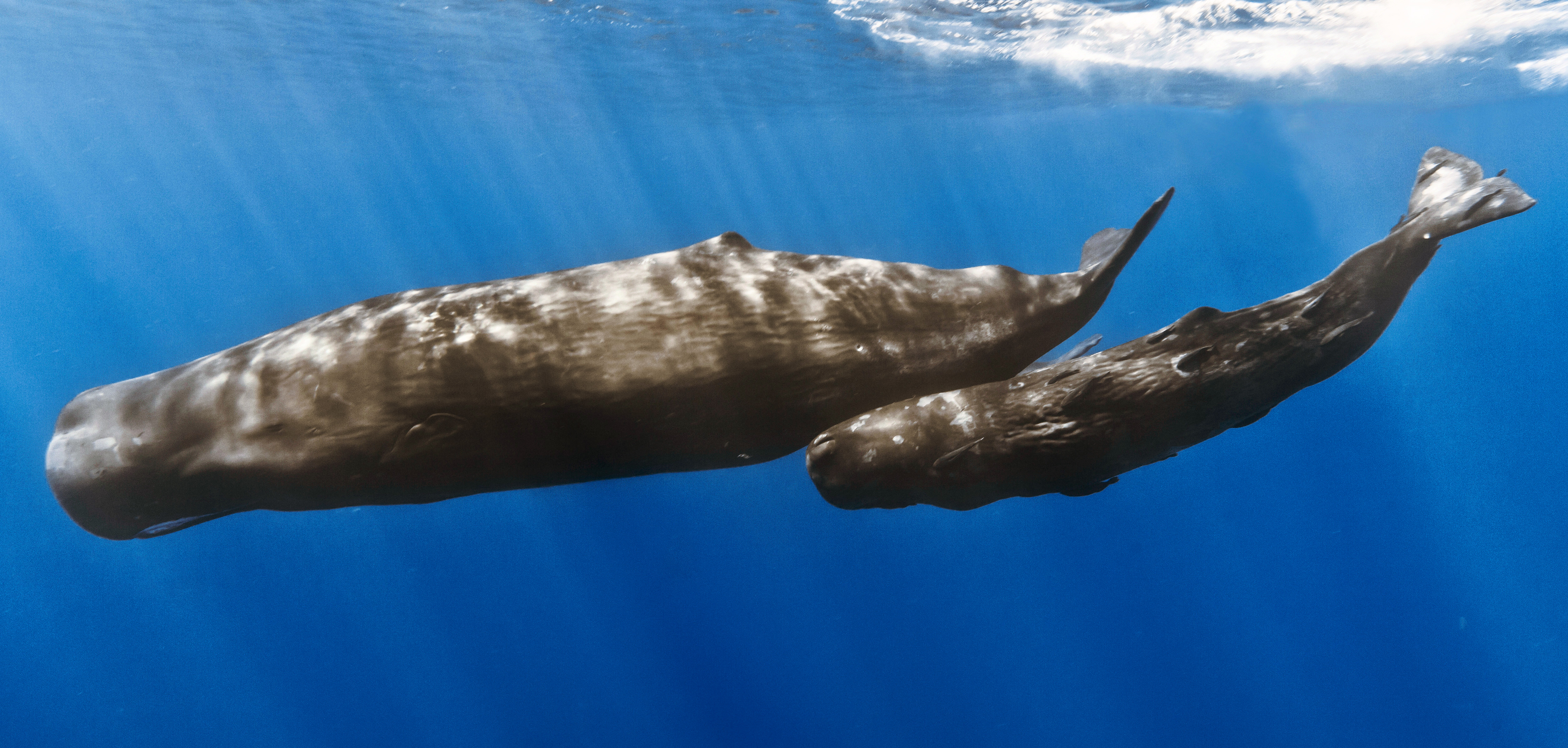
W przeszłości kogiowate umieszczano w jednej rodzinie z kaszalotem, obecnie wydzielono je do osobnej rodziny w obrębie tej samej nadrodziny

Kogiowate zaliczają się do waleni z grupy zębowców. Niegdyś zaliczano je do rodziny kaszalotowatych, aczkolwiek kolejne dane wskazały istotne różnice pomiędzy tymi zwierzętami. W efekcie w kaszalotowatych pozostawiono pojedynczy współczesny gatunek (kaszalot spermacetowy), kogię wydzielając do osobnej rodziny kogiowatych, z uwagi na pokrewieństwo z kaszalotem pozostawiając jednak w nadrodzinie Physeteroidea. Pomysłu tego nie zaakceptowali wszyscy autorzy i niektórzy z nich cały czas zaliczają kogię do kaszalotowatych, niekiedy umieszczając ją w odrębnej podrodzinie w obrębie tej rodziny.
Do rodziny należy jeden współcześnie występujący rodzaj:
- Kogia J.E. Gray, 1846 – kogia.

Pochodzenie nazwy kogia nie zostało dobrze wyjaśnione. Może ona pochodzić od zlatynizowanej formy angielskiego słowa codger, co tłumaczy się jako nędzny staruszek. Inna hipoteza wywodzi nazwę od imienia tureckiego obserwatora waleni Cogii Effendi.
Opisano również rodzaje wymarłe:
- Aprixokogia Whitmore & Kaltenbach, 2008[14] – jedynym przedstawicielem był Aprixokogia kelloggi Whitmore & Kaltenbach, 2008
- Koristocetus Collareta, Lambert, Muizon, Urbina & Bianucci, 2017[15] – jedynym przedstawicielem był Koristocetus pescei Collareta, Lambert, Muizon, Urbina & Bianucci, 2017
- Nanokogia Vélez-Juarbe, Wood, De Gracia & Hendy, 2015[16] – jedynym przedstawicielem był Nanokogia isthmia Vélez-Juarbe, Wood, De Gracia & Hendy, 2015
- Platyscaphokogia Collareta, Lambert, Muizon, Benites Palomino, Urbina & Bianucci, 2020[17] – jedynym przedstawicielem był Platyscaphokogia landinii Collareta, Lambert, Muizon, Benites Palomino, Urbina & Bianucci, 2020
- Pliokogia Collareta, Cigala Fulgosi & Bianucci, 2019[18] – jedynym przedstawicielem był Pliokogia apenninica Collareta, Cigala Fulgosi & Bianucci, 2019
- Praekogia Barnes, 1973[19] – jedynym przedstawicielem był Praekogia cedrosensis Barnes, 1973
- Scaphokogia Muizon, 1988[4]
- Thalassocetus Abel, 1905[20] – jedynym przedstawicielem był Thalassocetus antwerpiensis Abel, 1905.

Od 1938, kiedy to opisano Kogia breviceps, początkowo jako Physeter breviceps opisano 7 współczesnych gatunków z rodzaju kogia. Jednak późniejsze badania wskazały, że większość z nich to naprawdę młodsze synonimy opisujące 1–2 rzeczywiste gatunki. W 1966 zdecydowano się wyróżnić tylko jeden gatunek, Kogia breviceps. Później zaakceptowano jednak i drugi gatunek, opisaną w 1866 także w rodzaju Physeter Kogia sima. Polskie nazewnictwo ssaków świata w 2015 podtrzymało rangę rodziny Kogiidae z polską nazwą kogiowate, z nazwami współczesnych gatunków kogia krótkogłowa i kogia płaskonosa.

## Ewolucja
Zapis kopalny kogiowatych jest dość skromny. Charakterystyczny sposób odżywiania się przez zasysanie zdobyczy prawdopodobnie wyewoluował w oligocenie około 34 milionów lat temu. Z drugiej strony na zwierzę bliskie ostatniemu wspólnemu przodkowi kogii i kaszalota zaproponowano niewielkiego późnomioceńskiego Acrophyseter z Peru, co wskazywałoby na żywiących się chwytaną zdobyczą przodków Physeteroidea przypominających inne zębowce, chwytających walenie, morskie ptaki i płetwonogie. Jednakże opisany przez Laberta i innych rodzaj liczy sobie wedle ich oszacowań około 6 milionów lat, a na pewno nie więcej niż 12. Pomimo że autorzy widzą w nim takson bardziej bazalny od kladu kaszalot + kogia, odkrywano także inne stare skamieniałości waleni spokrewnionych z kogią. 7,5 miliona lat liczą sobie szczątki panamskiej Nanokogia isthmia, a jej najbliższa krewna Praekogia cedrosensis żyła 6 milionów lat temu w Baja California. Z miocenu pochodził też Thalassocetus antwerpiensis opisany na początku XX wieku przez Abela. W późnym miocenie w wodach obecnego Peru żyła Scaphokogia cochlearis. W pliocenie żyła Aprixokogia kelloggi.
Oba współczesne gatunki kogii oddzieliły się od siebie w plejstocenie.

## Tryb życia
Kogiowate wiodą spokojny, wodny tryb życia. Pływają wolno, nie zwracając na siebie uwagi, dlatego też rzadko się je spotyka. Rzadko wyskakują z wody (breaching), chociaż obserwowano takowe epizody. Spotyka się je najczęściej samotnie, aczkolwiek widywano grupy osobników liczące zależnie od gatunku do 6 bądź 12 zwierząt. Największa grupa wyrzucona razem na brzeg liczyła 4 osobniki, samca z trzema samicami kogii płaskonosej. W przypadku kogii krótkogłowej grupa taka liczyła 3 osobniki, w tym również tylko jednego samca. Kogiowate wydają dźwięki, które mogą służyć do komunikowania się ze sobą, jednakże niezbyt często. Kogia krótkogłowa wydaje dźwięki o częstotliwości od 60 do 200 kHz, z przewagą w zakresie od 120 do 130 kHz. U osobników na mieliźnie obserwowano też dźwięki o częstotliwości między 1 a 2 kHz.
Postulowano, że kogiowate mogą żywić się przy dnie, natomiast wykazano jedynie, że potrafią nurkować, zanurzając się pionowo w wodę.
Rozmnażania kogiowatych dokładnie nie przebadano. Pewne badania przeprowadzano w Afryce Południowej, jak te z doktoratu Stephanie Plon ale dotyczyły one niewielkich grup. Prawdopodobnie występuje poligyniczny system rozrodu. Przemierzające oceany samce poszukują samic. Znajdywane na ciałach kogii blizny świadczyć mogą o walkach o samice, aczkolwiek mogą też wynikać z ataków rekinów. Plemnik zawiera 20-25 sferycznych mitochondriów. Zapłodnienie w wodach południowoafrykańskich zachodzi prawdopodobnie od kwietnia do września, po czym samica zachodzi w ciążę, której czas szacowano niegdyś na około 8±1 miesięcy, ale dziś wiadomo, że trwa ona dłużej, 11–12 miesięcy. Porody przypadają na czas od grudnia do marca. Następnie matka karmi młode mlekiem, trochę mniej bogatym w tłuszcz, niż u innych waleni, zawierającym za to więcej laktozy. Obserwowano ciężarne samice jednocześnie karmiące mlekiem, wobec czego istnieją samice potrafiące rodzić przez 2 lata z rzędu. Samiec osiąga dojrzałość płciową w wieku 2,5-5 lat przy długości 241-242 cm (kogia krótkogłowa) bądź 2,6-3 lat i 197 cm (kogia płaskonosa), samica zaś niezależnie od gatunku w wieku 5 lat, mierząc odpowiednio 262 bądź 215 cm.
Maksymalna długość życia wynosi w przypadku kogii krótkogłowej 22,4 lata, podczas gdy kogia płaskogłowa dożywa 21,5 roku.

## Rozmieszczenie geograficzne
Rodzina obejmuje gatunki występujące w umiarkowanych i tropikalnych wodach Oceanu Atlantyckiego, Spokojnego i Indyjskiego. Wyrzucane są na brzeg najczęściej na wybrzeżu USA, Nowej Zelandii (jest to najczęściej spotykany na tamtejszych brzegach waleń), Południowej Afryki, rzadziej Hiszpanii i Francji. Dokładniejszy zasięg występowania tych zwierząt w pelagialu jest trudny do ustalenia, aczkolwiek kogia płaskonosa trzyma się bliżej brzegów i niższych szerokości geograficznych, niż płaskogłowa. Skamieniałości znajdywano w Ameryce Północnej (Praekogia cedrosensis z Baja California) i Środkowej (Nanokogia isthmia), ale też w Europie. Pojedynczy epizod współczesnego spotkania miał miejsce we Włoszech.

## Ekologia
Siedliskiem kogiowatych są wody pelagiczne, raczej ciepłe bądź umiarkowane. W północnym Atlantyku występowanie kogiowatych ograniczane jest właściwie do Prądu Zatokowego. Kogia płaskonosa preferuje płytsze wody niż kogia krótkogłowa, pływająca zwykle poza szelfem kontynentalnym.
Pokarmem tych waleni są głównie głowonogi. Kogiowate konsumują liczne ich gatunki, w przypadku obu współczesnych ich przedstawicieli odnotowano po ponad 60 gatunków głowonogów. Wymienia się tu Histioteuthididae, Cranchiidae, Enoploteuthiidae, Lycotethiidae. Prócz głowonogów wśród pożywienia tych zwierząt zdarzają się także ryby i skorupiaki, zwłaszcza głębinowe. Menu samców jest nieco obszerniejsze niż samic, ponadto, pomimo częściowego zachodzenia na siebie upodobań pokarmowych obu kogii, kogia krótkogłowa żywi się bardziej urozmaiconym pokarmem niżli płaskonosa, poza tym poluje w wodach głębszych i położonych dalej od lądu.
Zwierzęta te rozwinęły specyficzny sposób zdobywania pokarmu. Nie chwytają go w zęby, ale poprzez nagły ruch języka i aparatu gnykowego obniżają ciśnienie w jamie ustnej, co wywołuje wsysanie wody wraz ze zdobyczą.
Kogiowate są gospodarzami licznych pasożytów, zwłaszcza nicieni, głównie Anisakis physeteris i Terranova ceticola. Podskórny tłuszcz zasiedlają larwy tasiemców, jak Phyllobothium delphini, a także Acanthocephala, jak Balbosoma vasculosum. Liczne larwy tasiemców rozwijających się w ciałach rekinów wskazują na polowanie na kogiowate przez rekiny. Z pasożytów zewnętrznych wymienia się Cyamidae, jak Isocyamus kogiae.

## Zagrożenia i ochrona
Wobec braku istotnych informacji IUCN traktuje oba gatunki kogiowatych jako niewystarczająco poznane do ustalenia statusu. Nie wiadomo, jaką mają liczebność. Istnieją tylko wstępne oszacowania w pewnych ograniczonych obszarach. W latach 2003–2006 na zachodnim wybrzeżu USA oszacowano liczbę kogii krótkogłowych na 247, w wodach hawajskich na 7251, kogii płaskonosych zaś na 19 172 wokół Hawajów i 11 200 w tropikalnym wschodnim Pacyfiku. W latach 1986–1996 liczbę obu kogii w tropikalnym wschodnim Oceanie Spokojnym oszacowano na 150 tys. osobników, w zachodnio-północnym Atlantyku zaś na tylko 395 zwierząt, w północnej Zatoce Meksykańskiej na 742 walenie. Ubogość danych nie pozwala na określenie trendów populacyjnych.
Skryte kogiowate nie mają istotnego znaczenia gospodarczego, nie były obiektem masowych polowań, jak w przypadku większych i bardziej rzucających się w oczy kaszalotów. Niemniej znaleziono ich mięso na japońskim targu żywności. Niekiedy zaplątują się w sieci rybackie, spotyka się je w przyłowie. W akwariach bardzo trudno je utrzymać i z reguły nie przeżywają długo w niewoli. Niektóre źródła wskazują na płochliwość zwierzęcia i duże trudności w zbliżeniu się do niego w ogóle, podczas gdy inne temu przeczą. Pojedyncze doniesienie mówi o agresji uwięzionej w pułapce na tuńczyki samicy sprawującej opiekę nad młodym.